# Pentti Aalto
Pentti Aalto (ur. 22 lipca 1917 w Pori, zm. 30 listopada 1998 w Helsinkach) – fiński językoznawca, specjalizujący się głównie w językach ałtajskich (zwłaszcza mongolskich).

## Życiorys
W latach 1935–1939 studiował na Uniwersytecie Helsińskim filologię klasyczną, sanskryt, językoznawstwo historyczno-porównawcze i języki ałtajskie. Po ukończeniu studiów służył w wojsku do 1944 r., gdzie jako kryptolog (łamacz szyfrów) w okresie wojny 1941–1944 doszedł do stopnia porucznika. Następnie uzupełniał wykształcenie na Uniwersytecie Uppsalskim (1945–1947). W 1949 r. uzyskał doktorat na podstawie rozprawy o gerundiach i gerundiwach łacińskich. W czasie obrony doktorskiej jako lectio praecursoria wygłosił wykład o zastosowaniu statystyki w badaniach języka.
W latach następnych wiele pracy włożył w opracowanie i wydanie licznych prac rękopiśmiennych pozostałych po śmierci jego mistrza naukowego Gustafa Johna Ramstedta. W 1958 r. Aalto uzyskał tytuł profesora nadzwyczajnego w zakresie językoznawstwa porównawczego. Po przejściu profesora turkologii Martti Räsänena na emeryturę w 1963 r. Aalto dodatkowo podjął się kierowania filologią ałtajską w Helsinkach.
Odbył szereg wypraw naukowych: do Mongolii (1957, 1959, 1970, 1973), Indii (1964, 1968, 1972), Turkmenistanu (1972) i Korei (1979). Jego zasługą jest też wykształcenie kadry fińskich indologów.
Był ponadto czynny jako sekretarz Fińskiego Towarzystwa Orientalistycznego (1947–1956) i Société Finno-Ougrienne (1956–1965).
Dla serii The history of learning and science in Finland 1828–1918 napisał 3 tomy: o historii orientalistyki (1971), o historii filologii klasycznej (1980) i o historii neofilologii (1987) w Helsinkach. W sumie opublikował ponad 350 pozycji.